# Se a vida é (That's the way life is)
«Se a vida é (That's the way life is)» es un sencillo del dúo británico Pet Shop Boys, lanzado en 1996 e incluido en el álbum Bilingual.
La canción alcanzó el puesto 8 en las listas del Reino Unido a finales de agosto de 1996, habiendo gozado de una amplia radiodifusión, asegurando a la banda su primera aparición en tres años en el Top of the Pops. Pronto se convirtió en unas de las canciones de verano más populares de ese año.
El videoclip fue filmado en el parque acuático Wet'n Wild, ubicado en Orlando, Florida y cuenta con la actuación de Eva Mendes, interpretando a una adolescente con sus amigas visitando distintos juegos y la dirección estuvo a cargo de por Bruce Weber. Al comienzo del mismo, se citan unos versos del poema "The Hill", obra del escritor inglés Rupert Brooke.
La traducción correcta de Se a vida é del portugués al inglés es en realidad If life is... (en español: "Si la vida es..."). "That's the way life is" sería "É assim que é vida" o "A vida é assim" ("Así es la vida", en español). Este error de traducción probablemente tenga su origen en la una mezcla de equivalentes fonéticos en español y francés: "C'est la vida, eh!" (equivale a "Así es la vida, ¡eh!").

## Lista de temas

### 7": Parlophone / R 6443 (UK)
1. «Se a vida é (That's the Way Life Is)» – 4:01
2. «Betrayed» – 5:18

### CD: Parlophone / CDR 6443 (UK)
1. «Se a vida é (That's the Way Life Is)» – 4:01
2. «Betrayed» – 5:18
3. «How I Learned to Hate Rock 'n' Roll» – 4:40
4. «Se a vida é» (Pink Noise mix) – 5:37

### CD: Parlophone / CDRS 6443 (UK)
1. «Se a vida é» (Mark Picchiottis Deep and Dark vocal) – 7:58
2. «Se a vida é» (Mark Picchiottis Shelter dub) – 8:40
3. «Se a vida é» (Deep Dish Liquid remix) – 9:57
4. «Se a vida é» (Deep Dish dub) – 11:45

### CD: Atlantic / 85430-2 (US)
1. «Se a vida é» (That's the Way Life Is) (Álbum versión) – 4:01
2. «Se a vida é» (Mark Picchiotti's Deep and Dark vocal) – 7:58
3. «To Step Aside» (álbum versión) – 3:48
4. «To Step Aside» (Ralphi's Disco vox) – 9:07
5. «The calm before the storm» – 2:45
6. «Betrayed» – 5:17

### CD: Atlantic / n/a (US)
1. «To Step Aside» (Hasbrouck Heights mix) – 8:59
2. «To Step Aside» (Hasbrouck Heights radio mix) – 4:08
3. «To Step Aside» (Quiet mix) – 3:46
4. «To Step Aside» (Brazilian Anthem dub) – 9:00
5. «To Step Aside» (Champagne beats) – 3:57
6. «To Step Aside» (a cappella – verse 1 chorus) – 1:06
7. «To Step Aside» (a cappella – verse 2 chorus) – 0:58
8. «To Step Aside» (a cappella – bridge) – 0:18
9. «To Step Aside» (a cappella – verse 3 chorus) – 1:19

- US CD-R promo "Vinnie Vero Mixes" studio acetate

### 2x12": Parlophone / 12RD 6443 (UK)
1. «Se a vida é» (Mark Picchiotti's Deep and Dark vocal) – 7:58
2. «Se a vida é» (Mark Picchiotti's Deep and Dark instrumental) – 7:58
3. «Se a vida é» (Mark Picchiotti's Shelter dub) – 8:40
4. «Se a vida é» (Deep Dish Liquid mix) – 9:57
5. «Se a vida é» (Pink Noise mix) – 5:37
6. «Se a vida é» (Deep Dish dub) – 11:45
7. «Se a vida é» (radio mix) – 4:01

- limited edition, dayglow green/yellow vinyls

### 2x12": Atlantic / 85430-0 (US)
1. «Se a vida é» (Mark Picchiotti's Deep and Dark vocal) – 7:58
2. «Se a vida é» (Deep Dish Liquid mix) – 9:57
3. «To Step Aside» (Ralphi's Disco vox) – 9:07
4. «To Step Aside» (Hasbrouck Heights mix) – 8:50
5. «To Step Aside» (Davidson Ospina dub) – 7:30
6. «To Step Aside» (Ralphi's Old School dub) – 7:33
7. «To Step Aside» (Brutal Bill mix) – 7:30
8. «To Step Aside» (Ralphi's House vox 2) – 7:32

### 12": Specialty Records / DMD-2412 (US)
1. «To Step Aside» (Brutal Bill mix 2) – 10:03
2. «To Step Aside» (Quiet mix) – 3:42
3. «To Step Aside» (Ralphi's Old School dub 2) – 9:14
4. «To Step Aside» (Davidson Ospina dub 2) – 7:29

### Remixers

#### Deep Dish
1. «Se a vida é» (Deep Dish Liquid mix) – 9:57
2. «Se a vida é» (Deep Dish dub) – 11:45

#### Richard Morel
1. «Se a vida é» (Pink Noise mix) – 5:37

#### Mark Picchiotti
1. «Se a vida é» (Mark Picchiotti's Deep and Dark vocal) – 7:58
2. «Se a vida é» (Mark Picchiotti's Deep and Dark instrumental) – 7:58
3. «Se a vida é» (Mark Picchiotti's Shelter dub) – 8:40

#### Ralph Rosario
1. «To Step Aside» (Ralphi's Disco vox) – 9:07
2. «To Step Aside» (Ralphi's Old School dub) – 7:33
3. «To Step Aside» (Ralphi's House vox ii) – 7:32
4. «To Step Aside» (Ralphi's Old School dub 2) – 9:14

#### Vinnie Vero
1. «To Step Aside» (Hasbrouck Heights radio mix) – 4:08
2. «To Step Aside» (Hasbrouck Heights mix) – 8:50
3. «To Step Aside» (Brazilian Anthem dub) – 9:00
4. «To Step Aside» (Champagne beats) – 3:57
5. «To Step Aside» (Quiet mix) – 3:42

#### Davidson Ospina
1. «To Step Aside» (Davidson Ospina dub) – 7:30
2. «To Step Aside» (Davidson Ospina dub 2) – 7:29

#### Bill Marquez(Brutal Bill)
1. «To Step Aside» (Brutal Bill mix) – 7:30
2. «To Step Aside» (Brutal Bill mix 2) – 10:03